# 平原インディアン手話
平原インディアン手話（へいげんインディアンしゅわ、英: PISL; Plains Indian Sign Language）は、カナダ中部から米国中西部、メキシコ北部にかけてのアメリカ先住民（インディアン）の間で用いられた交易用の手話言語である。カナダではインディアンという語が蔑称とされているため、プレインズ・サイン・トーク（Plains Sign Talk）という名称が好まれる。

## 概要
かつてはこの地域におけるリングワ・フランカであり、さまざまな平原インディアン部族の間で使用されたほか、読み聞かせ、礼拝、さまざまな式典、およびろう者の日常会話にも使用された。既存の音声言語から派生した対応手話と誤って考えられているが、音声言語と平原インディアン手話とを関連づける実質的な証拠は存在しない。 
ヨーロッパ人の到達以降、北米先住民の大幅な人口減少や西洋文化への同化などの結果、平原インディアン手話の話者数は減少した。1885年には、ブラックフット、シャイアン、スー、カイオワ、アラパホなど「手話で話すインディアン」が110,000人以上いると推定されたが、1960年代までに残存していたのはそのうちのごく少数にすぎなかった。21世紀現在、平原インディアン手話の話者はほとんど残っていない。   
手話の使用は、少なくとも12部族、37の音声言語の話者について報告されており、その分布は260万km2以上の地域にまたがる。近年の歴史では特に、クロウ、シャイアン、アラパホ、カイオワなどの間で高度に発達し、クロウ、シャイアン、アラパホの間で長く定着していた。   
ナバホには、平原インディアン手話のナバホ方言話者が比較的多いことが知られている。数名のろう者をもつナバホの一部族では、これとは無関係の手話も使われている。ブラックフット諸部族には、平原インディアン手話の一変種がある。この言語について詳細は知られていないが、ろうコミュニティのメンバーだけでなく、コミュニティ全体で「口承」文化を伝えるためにこの言語が使用されていることのみが分かっている。
大平原の北東部では19世紀まで手話が使用されていなかったとの記録がある。アラン・ロス・テイラーは、手話は部族間の接触により生まれたものではなく、もともとあった南部の手話が貿易や部族の移動により伝播し普及したものと指摘している。ダニエル・デュボアなどの研究者やインディアン諸部族は、手話の発明や普及を担ったのは大平原の南部に住むカイオワであったと考えている。一方、ギャリック・マラリーなどの研究者は、平原インディアン手話が特定の部族に発祥するという考えを退けており、多くの部族が独自に所有していた手話が接触の間に共通語として変化してきたものであると主張している。ただし、ウィリアム・フィロ・クラークが考察したように、これらが同一の起源をもつものである可能性も否定できない。

## 音韻
平原インディアン手話には以下の4つの基本的なパラメータがある。 
- 手型（英語版） - 各サインの手の形のことを言う。手型は非常に重要なパラメーターである。たとえば、/YES/と/I-KNOW/のサインは、手型を除くすべてのパラメーターが共通する。/YES/の場合、手型は平原インディアン手話におけるJ字型になり、/I-KNOW/では手型はL字型になる。
- 実行場所（英語版） - サインの空間配置を示す[13]。胴体の前ではなく顔の前など、別の場所に配置すると意味が変わる場合がある[14]。
- 動き（英語版） - サインを形作る手の動きのこと。 たとえば平原インディアン手話では、/AFTERNOON/と/NOON/のサインはどちらもまったく同じ手型をとり、最小対を形成する。唯一の違いは、/NOON/が静止していて、/AFTERNOON/が頭上から側方にアーチを描くことである[7][15]。
- 手型方向（英語版） - 手のひらの向きを指す。これは、平原インディアン手話の/ABOVE/と/ADD/の単語にはっきりと見られる。どちらも左手を基点として右手を上に上げる。また、どちらも同じ位置、動き、手型を示す。ただし、/ABOVE/では、非利き手は手のひらを下にしており、/ADD/では、非利き手は手のひらを上にする。

顔の表情など他の音素がないわけではないが、これらは機能的には韻律に類するもので、上記の4つのパラメーターが最も重要なものである。 

## 記録
平原インディアン手話に先行する言語については、文献記録がないため明らかでない。しかし、湾岸地域（現在のテキサス州とメキシコ北部）におけるヨーロッパ人と先住民の最初期の接触記録において、ヨーロッパ人の到達以前に完成された手話言語が既に使用されているとの言及がある。初期の記録の例としては、アルバル・ヌニェス・カベサ・デ・バカによる1527年の報告やフランシスコ・バスケス・デ・コロナドの1541年の記述などがある。 
インディアン戦争中に北部平原で米軍に従軍したウィリアム・フィロ・クラークは『インディアン手話』を著し、1885年に出版した。手話の包括的な辞書とともに先住民の文化・歴史に対する洞察を交えたもので、今日まで再版されている。また、国立スミソニアン協会民族学局のギャリック・マラリーによる1880～1881年の報告も詳しく、現代まで重要な研究資料として用いられている。
ほとんどのネイティブ・アメリカンの言語は伝統的に固有の書記体系をもたず、加えて平原インディアン手話は異なる部族間で広く理解されていた。そのため、19世紀後半から20世紀初頭にかけてのアメリカの植民地化・強制移住・同化教育の時代には、これらの手話を図案化したものが、居留地の内外で先住民どうしのコミュニケーション手段として機能していたことが知られている。ペンシルバニア州のカーライル・インディアン工業学校に通うカイオワの学生ベロ・コザドへ、オクラホマの居留地の両親から送られた1890年の手紙には、こうした手話文字が使われており、カイオワ語の固有の筆記記録として知られる数少ない例の1つである。